# 秀明公園
秀明公園是中和區秀明里的社區鄰里公園，位在中和區大勇街29巷1號對面，北與秀仁里隔著瓦磘溝南支流，東以大勇街為界，南鄰大勇街29巷，格局狹長但連續，無馬路行經截斷。秀明公園附近的中興三村黃昏市場，因為價格實惠吸引許多人潮，秀明公園紓解了人潮壓力，常常有許多人來休憩。

## 公園設施
- 秀明橋：橫跨鄰瓦磘溝南支流，連接秀明里與秀仁里。
- 秀明里活動中心：有男女共用之公廁[4]。
- 兒童遊樂設施（Integrated Playground Equipment）
- 廣場

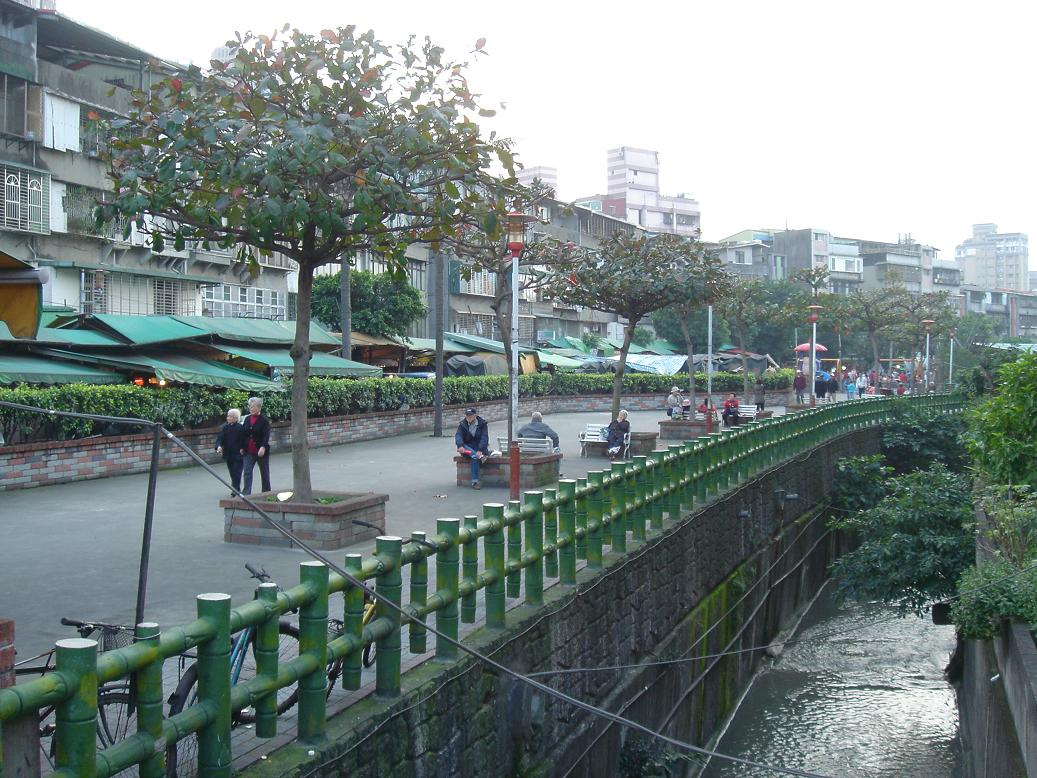
秀明公園的廣場與右側的瓦磘溝南支流
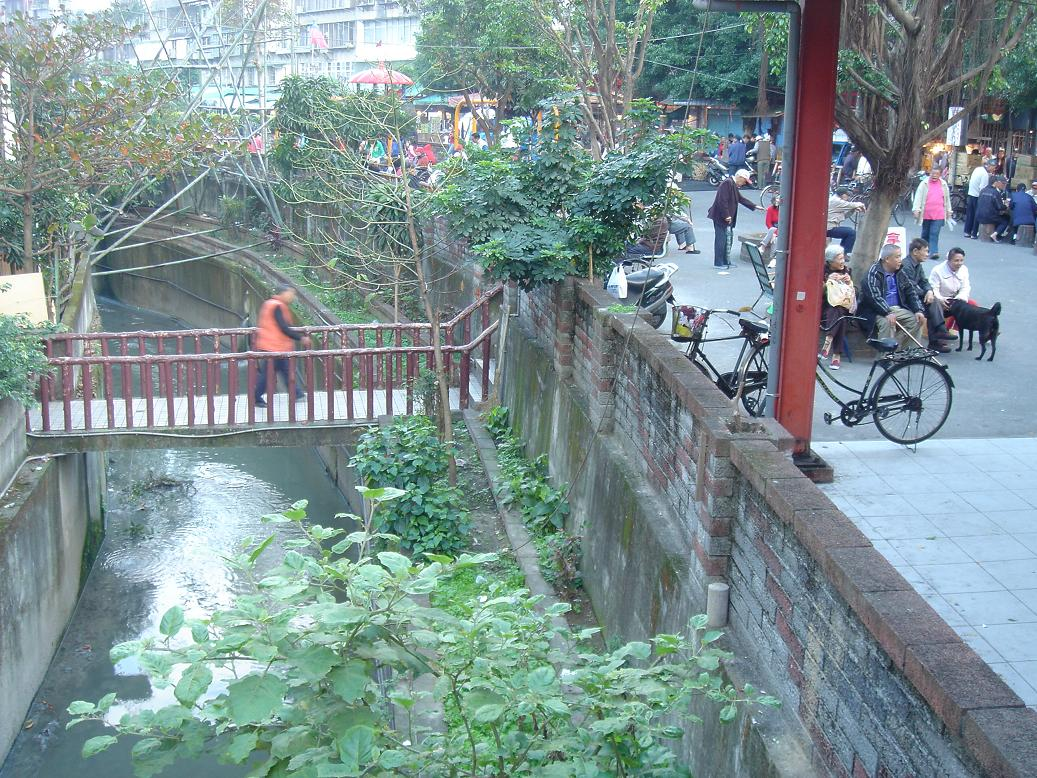
附近居民經秀明橋登上秀明公園
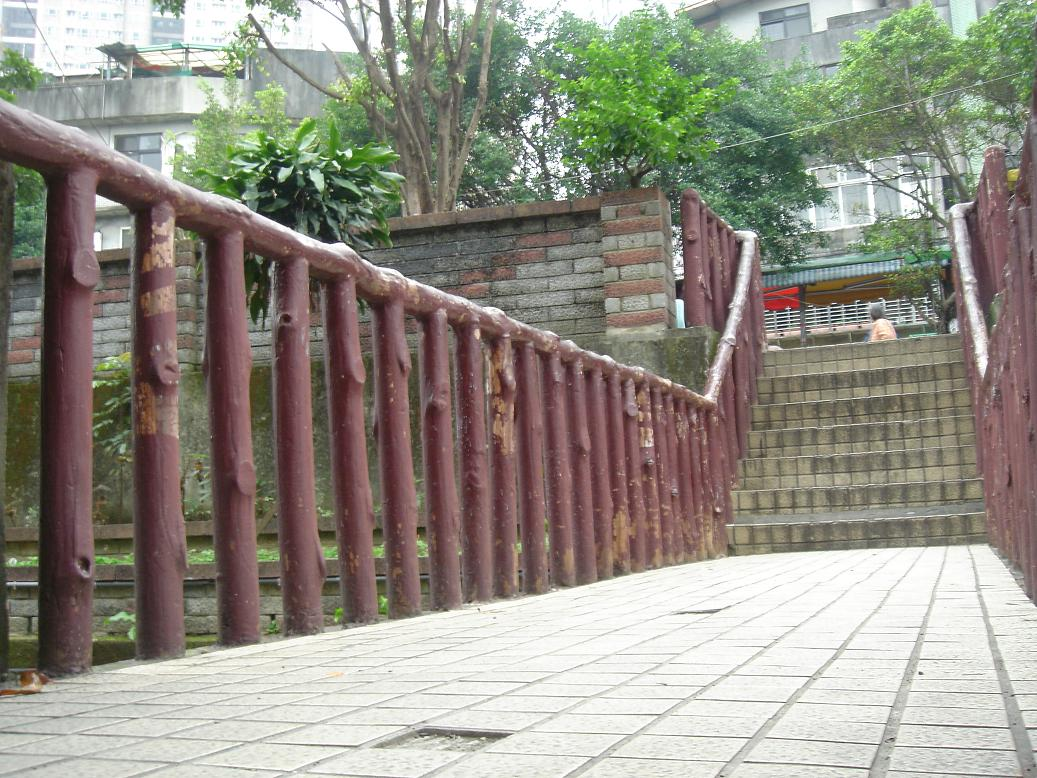
秀明橋登上公園的台階共有七階
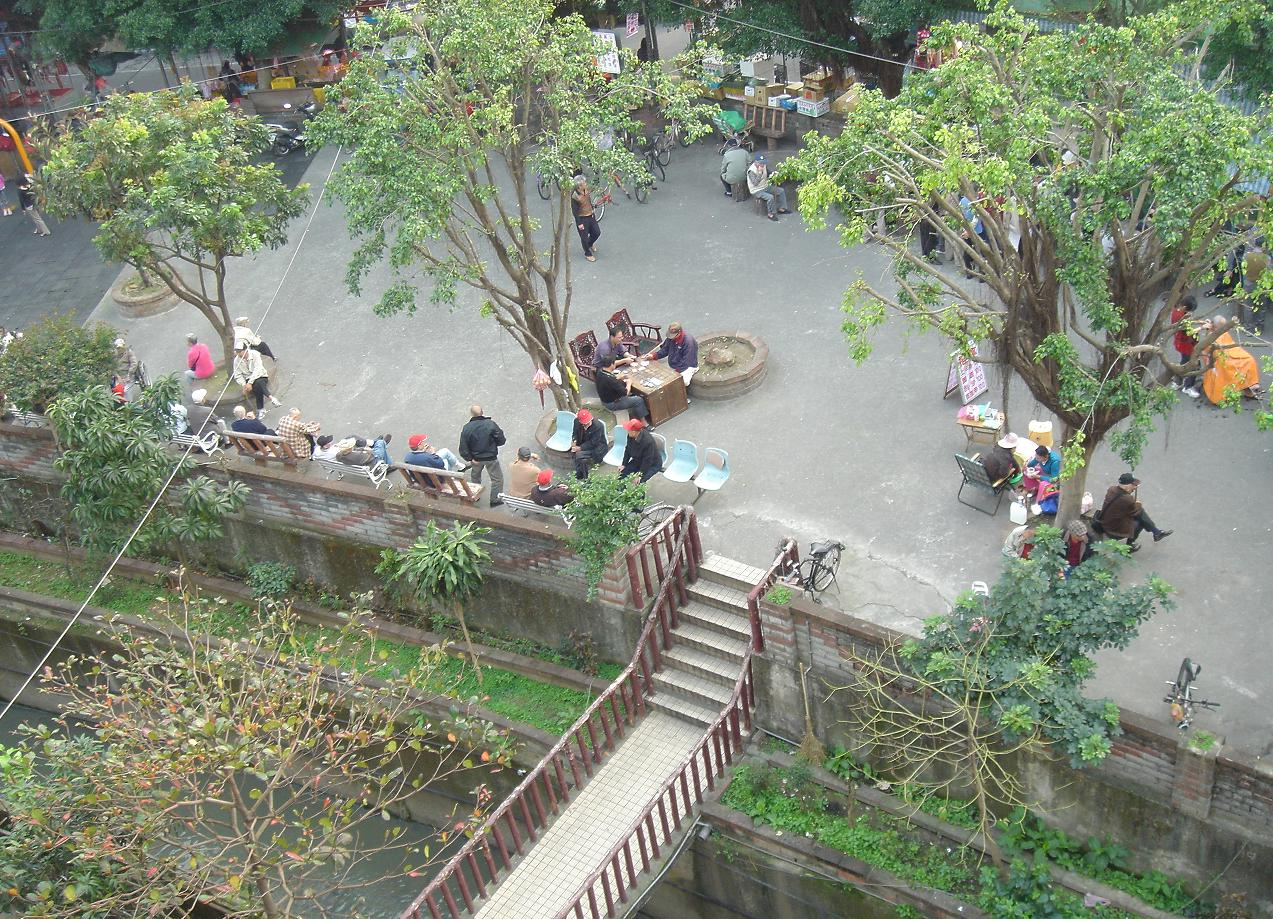
鳥瞰秀明公園
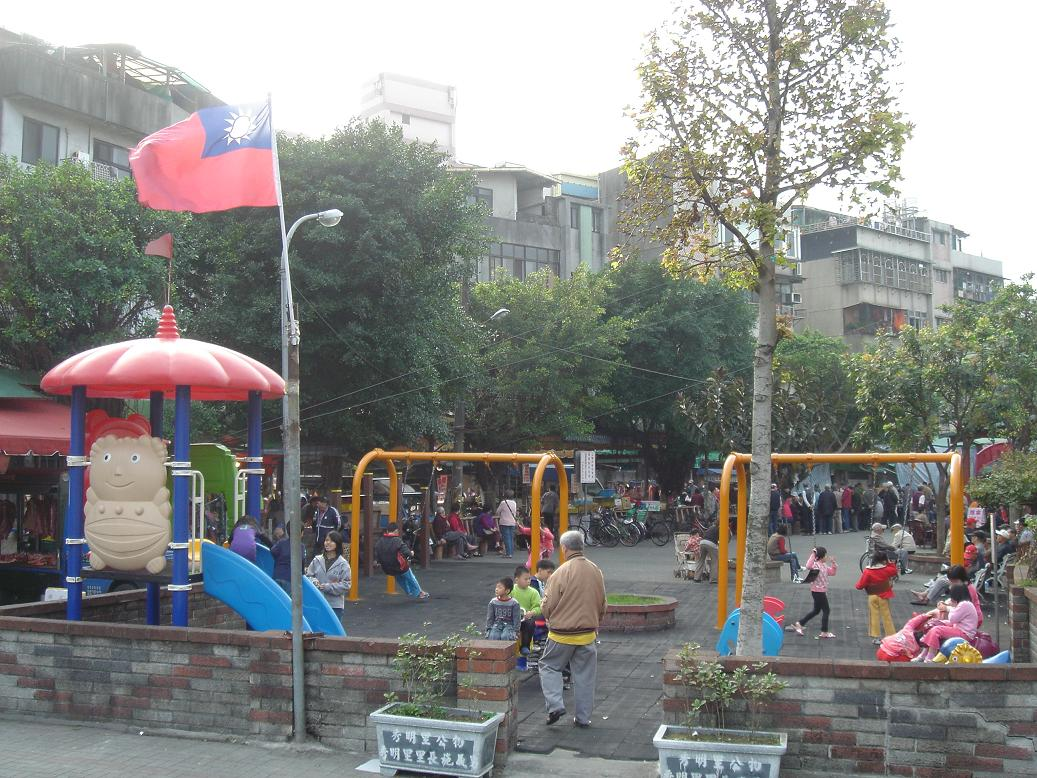
秀明公園兒童遊樂場
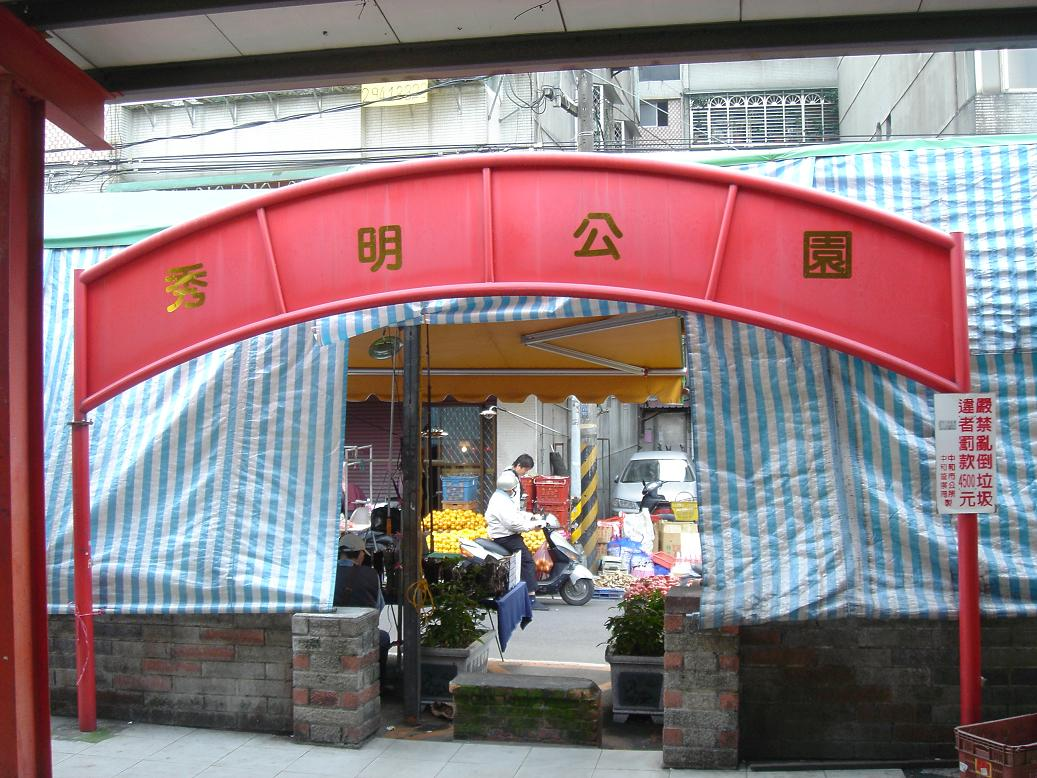
秀明公園入口隔開菜市場與公園

## 腳注
1. ↑  公園綠地計畫之內涵及相關理念
2. ↑  臺北縣選舉委員會資訊網-首頁>選舉相關資訊>第12任總統副總統選舉>投票所設置點>中和區[永久]
3. ↑  .   [2010-01-29]. （原始内容存档于2016-08-26）.
4. ↑  公廁巡檢日誌秀明里活動中心-男女共用